# Torres Blancas
Torres Blancas (česky doslova Bílé věže) jsou budova se smíšeným využitím, která se nachází v centru španělské metropole Madridu. Přesněji je umístěna na křižovatce ulic Corazón de María a Avenida de América. Budova je vysoká 71 m a je nápadná díky podobě několika spojených válcovitých věží. 

## Historie
Budovu, která je nápadná díky půdorysu tvořenému různými protínajícími se kruhy, vyprojektoval architekt Francisco Javier Sáenz de Oiza ve spolupráci se stavbyvedoucími Leonardo Fernandézem Troyanem a Carlosem Fernandézem Casadem. Navržena byla v roce 1961 a stavební práce probíhaly v letech 1964 až 1968. Stavba de Oizu proslavila a v budově až do konce svého života také bydlel. Za stavbu obdržel celoevropskou architektonickou cenu v roce 1974. 
Experimentální charakter objektu podporoval i objednatel stavby, Juan Huarte, vlastník stejnojmenné stavební společnosti. Stavba se stala ukázkou španělské architektury 60. let 20. století a je označována za příklad tzv. organické architektury. Rozčlenění budovy bylo dosaženo nejen díky rozdělení masy budovy do jednotlivých válců, ale i díky dvěma posledním patrům se službami, restaurací a bazénem, dále i díky rozdílnému umístění balkonů na některých patrech.
Věž byla bílá v okamžiku dokončení. Díky betonu, jako použitému materiálu, je však nápadně šedá. Strohý beton doplňuje jako obkladový materiál dřevo, které bylo použito na obklad balkonů. Budova má dvacet tři podlaží, kde se nacházejí prostory sloužící jako domácnosti nebo kanceláře, plus další patro v horní části budovy, dvě podzemní podlaží a přístupové patro. Na každém patře se nacházejí čtyři byty, balkony mají kruhový půdorys, jednotlivé pokoje mohou být kruhové či se čtvercovým půdorysem. Mezi podlažími 21 a 22 je vyhrazena čistírna pro obecná zařízení a na střeše je meandrující bazén.